# 페이코 스타디움
페이코 스타디움(영어: Paycor Stadium)은 미국 오하이오주 신시내티에 위치한 다목적 미식축구 경기장이다. NFL 신시내티 벵골스의 홈 경기장으로 사용되고 있다. 2000년에 폴 브라운 스타디움(영어: Paul Brown Stadium)이라는 이름으로 개장한 후, 2022년에 Paycor HCM Inc.와 명명권 계약을 체결하여 현재의 이름으로 바뀌었다.